# Helsinki-Konvention (1992)
Die Helsinki-Konvention ist ein multilaterales Umweltabkommen zum Schutze der Ostsee. Die Konvention wurde 1999 bei der HELCOM hinterlegt und trat am 7. Januar 2000 in Kraft und ersetzte damit den Vorgänger, die Helsinki-Konvention (1974) Erweitert wurde die Helsinki-Konvention durch Ergänzungen in den Jahren 2000, 2001, 2003, 2007 und 2013.

## Inhalt
Der Geltungsbereich des Übereinkommen umfasst den gesamten Ostseeraum einschließlich der Binnengewässer sowie das Wasser des Meeres selbst und des Meeresbodens. Die Mitgliedsstaaten verpflichten sich Maßnahmen, die in der Konvention festgelegt werden, durch nationales Recht umzusetzen. Diese beinhaltet Maßnahmen gegen Verschmutzung von See sowie von Land aus. Zudem sollen die Staaten Wasserqualitätsziele festlegen, diese verfolgen und  Untersuchungen diesbezüglich veröffentlichen.

## Umsetzung
Unterzeichnerstaaten sind:
- EG (1994)
- Deutschland (1994)
- Lettland (1994)
- Schweden (1994)
- Estland (1995)
- Finnland (1995)
- Dänemark (1996)
- Litauen (1997)
- Polen (1999)
- Russland (1999)